# Кайнатма
Кайнатма́ — овочеве желе, страва в киргизькій кухні.

## Інгредієнти
- морква — 150 гр,
- ріпа — 100 гр,
- зелений горошок — 100 гр,
- цвітна капуста — 300 гр,
- спаржа — 50 гр,
- 2 яблука, 2 груші, 2 персики,
- зелений перець — 1-2 шт,
- сіль,
- червоний перець,
- чорний перець — 6-7 горошин,
- цибуля — 1 шт.,
- часник — 2-3 зубки,
- лавровий лист — 2-3 штуки,
- столовий оцет — 1 чайна ложка,
- петрушка,
- 2—3 літри води,
- желатин — 20—25 гр.

## Спосіб приготування
Овочі та фрукти нарізати, залити водою і варити на слабкому вогні 1—1,5 години. По готовності заправити відвар перцем, іншими спеціями і прянощами, прокип'ятити і зняти з вогню. Відвар трохи остудити, а потім процідити. Желатин розмочити в кип'яченій холодній воді (30.—40 хвилин), додати його в овочевий відвар і прокип'ятити.
Готове желе зняти з вогню і охолодити. Овочеве желе добре для заливних страв. До відвару можна додати і м'ясний бульйон. Желе набуває приємний червонуватий колір, якщо додати до відварі гранатовий або буряковий сік, жовтий — якщо морквяний або аличовий сік і прозоро-зелений — відвар машу.